# De luitspeelster
De luitspeelster is een schilderij uit 1662-1663 van de Delftse kunstschilder Johannes Vermeer (1632-1675). Het is in het bezit van het Metropolitan Museum of Art in New York. Het is geschilderd met olieverf en is 51,4 cm hoog en 45,7 cm breed.

## Beschrijving
Het schilderij toont een jonge vrouw die, gezeten in een hermelijnen jas en grote parels als oorbellen, gretig uit het raam kijkt. Vermoedelijk verwacht zij een mannelijke bezoeker. Het stemmen van een luit wordt gezien als een symbool van matigheid. Het schilderij is geschilderd nadat Vermeer Vrouw met waterkan afrondde en ook op dit schilderij hangt een landkaart aan de muur om de relatie met de buitenwereld te benadrukken. Ook hier bevindt zich een personage te midden van rechthoekige motieven.
Het schilderij heeft meer gedempte tinten, Vermeer begon in het midden van de jaren zestig van de 17e eeuw met behulp van schaduwen en zachte contouren een sfeer van intimiteit op te roepen.

## Metropolitan
Het schilderij werd in 1900 aan het museum geschonken uit de erfenis van de spoorwegindustrieel Collis P. Huntington.
Diana en haar nimfen · Christus in het huis van Martha en Maria · De koppelaarster · Slapend meisje · Brieflezend meisje bij het venster · Het straatje · De soldaat en het lachende meisje · Het melkmeisje · Het glas wijn · Dame en twee heren · Onderbreking van de muziek · Gezicht op Delft · De muziekles · Brieflezende vrouw in het blauw · Vrouw met weegschaal · Vrouw met waterkan · De luitspeelster · Vrouw met parelsnoer · Schrijvende vrouw in het geel · Meisje met de rode hoed · Meisje met de parel · Het concert · Allegorie op de schilderkunst · Meisjeskopje · Dame en dienstbode · De astronoom · De geograaf · De kantwerkster · De liefdesbrief · De gitaarspeelster · Schrijvende vrouw met dienstbode · Allegorie op het geloof · Staande virginaalspeelster · Zittende virginaalspeelster
Omstreden toeschrijvingen: Sint Praxedis · Zittende vrouw aan het virginaal · Meisje met de fluit